# Tiere im Militär

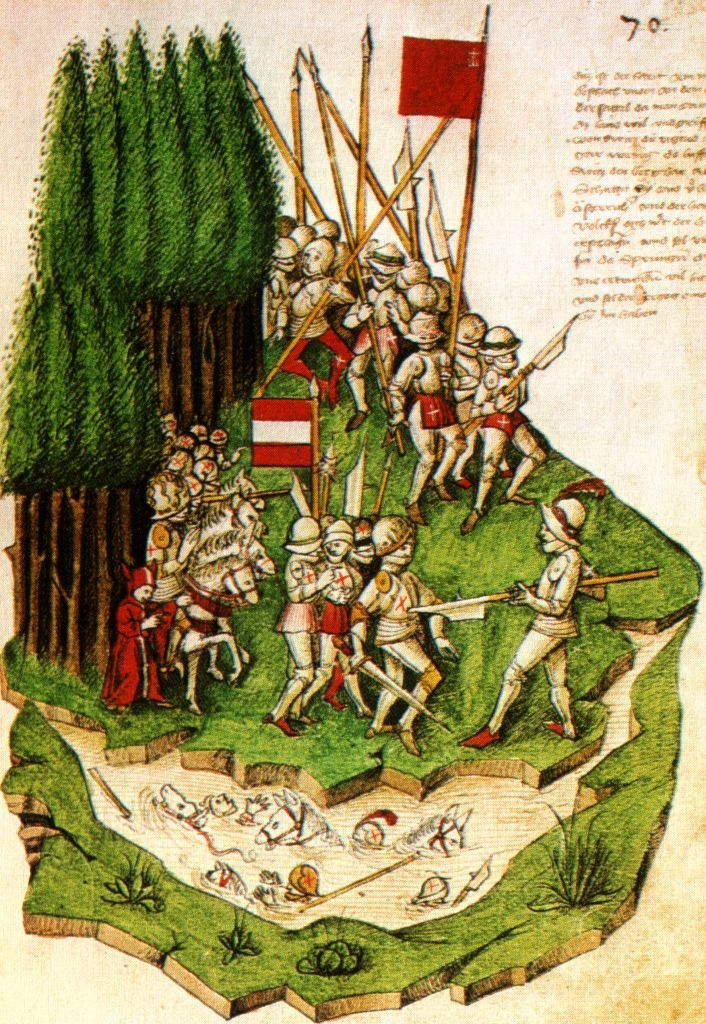
Bendicht Tschachtlan: Die Schlacht am Morgarten (ca. 1470)

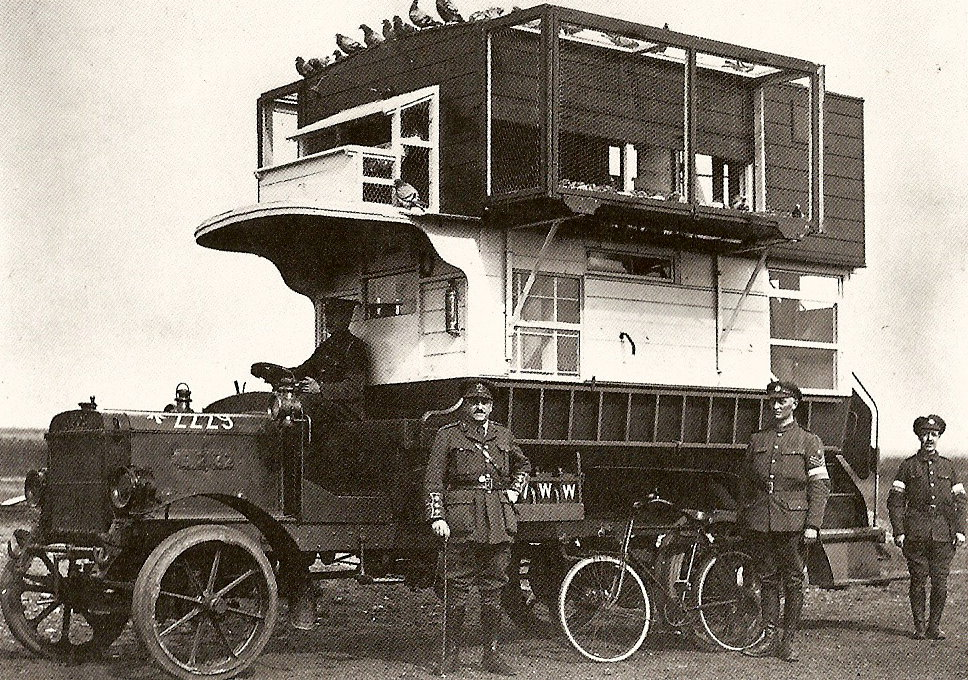
Englischer Bus, umgebaut zum Taubenschlag im Frankreicheinsatz 1916

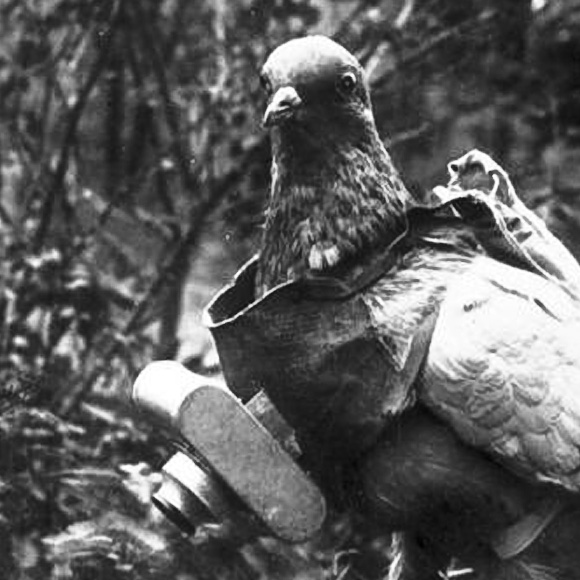
Kriegstaube mit Fotoapparat; Erster Weltkrieg

Tiere im Militär bezeichnet die Verwendung von Tieren für den Kriegseinsatz. Tiere verschiedener Art spielen seit mindestens 2000 Jahren eine Rolle in der Logistik, im Gefecht, bei der Aufklärung, Spionage und Abwehr. Die Streitkräfte verschiedener Nationen setzten bzw. setzen immer noch diverse Tierarten in militärischen Auseinandersetzungen ein.

## Geschichte
Der römische Dichter Lukrez berichtete im 1. Jahrhundert v. Chr. von Ebern, die in viel früheren Zeiten Kriegselefanten angriffen. Die US-Marine setzt seit dem Vietnamkrieg Meerestiere in ihrem Marine Mammal Programm ein – etwa Seelöwen und Delfine zum Aufspüren von Seeminen.
Es gab immer wieder Einzelfälle, wo Tiere sich im Militär besondere Verdienste erwarben. Typisches Beispiel ist ein syrischer Braunbär, der den polnischen Truppen im Kampf gegen die deutsche Wehrmacht in Süditalien als Munitionsträger diente. Wojtek hatte sogar militärischen Rang und „besaß“ ein Soldbuch.
Pferde brachten noch im Zweiten Weltkrieg Kriegsgerät und Nachschub an die Front, Hunde schüchterten die Gegner ein und überbrachten, wie Brieftauben, Nachrichten. Dies sind die drei wichtigsten, über Jahrhunderte etablierten Tierarten für den Krieg.

### Reit- und Tragtiere

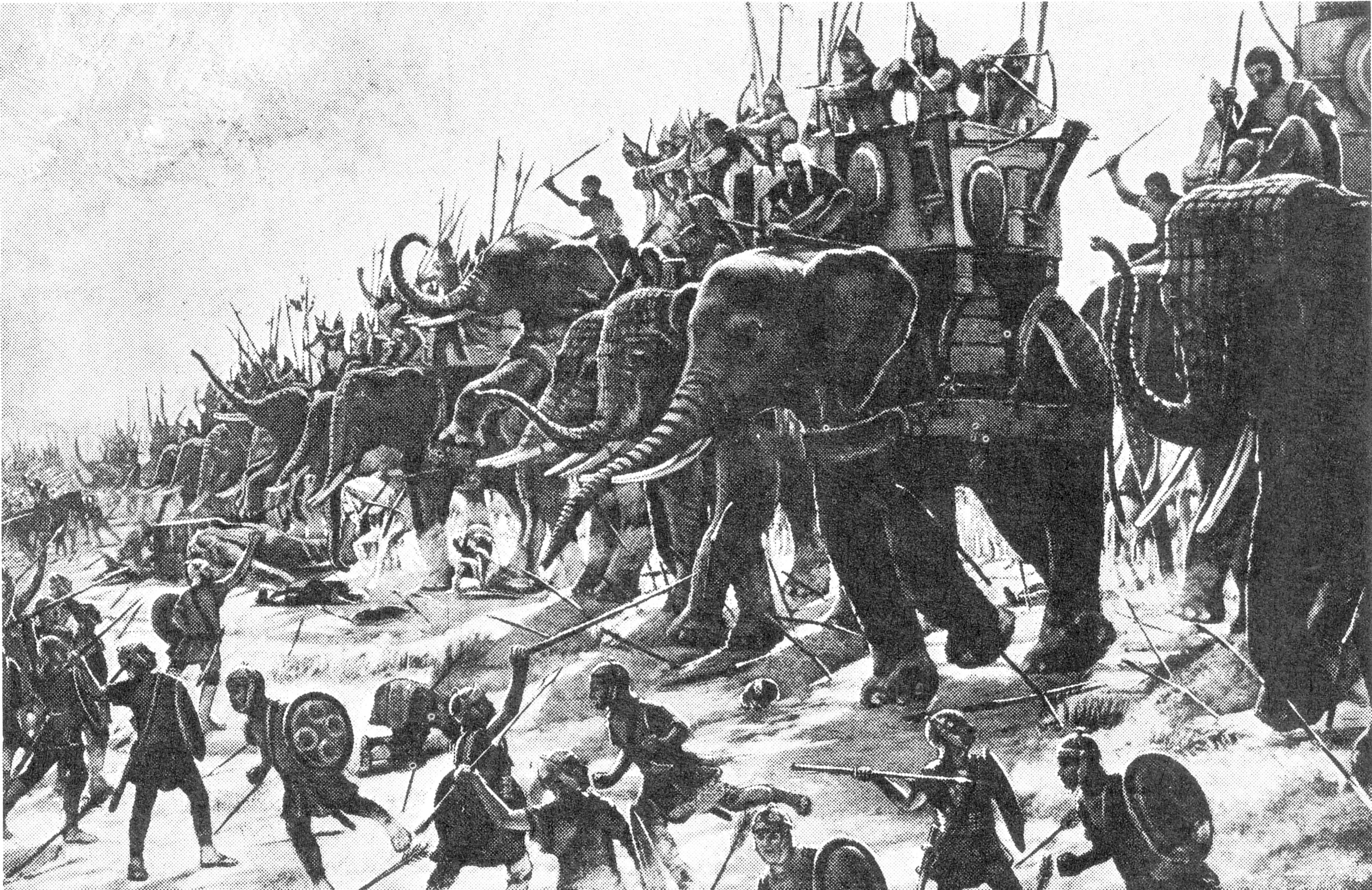
Henri-Paul Motte: Hannibals Elefanten in der Schlacht von Zama (202 v. Chr.).

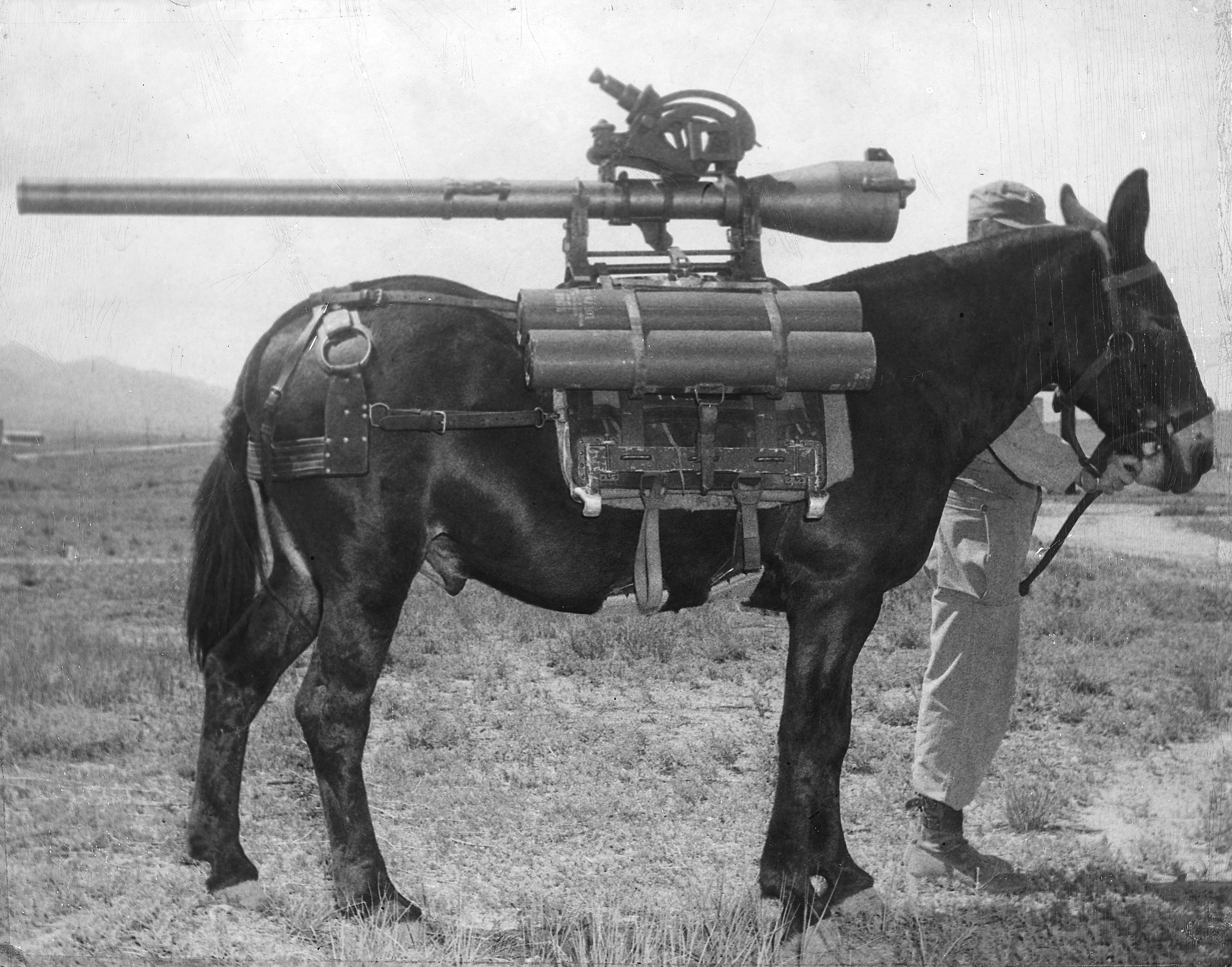
Maultier mit Kriegswaffe und Munition (USA, 1947)

Die Kavallerie war neben der Infanterie seit der Antike eine der stärksten militärischen Truppengattungen. Bukephalos, das Streitross Alexanders des Großen, gilt als das bekannteste Pferd der Antike. Pferde verkörperten Mobilität, Schnelligkeit und Durchschlagskraft. Sie veränderten militärische Strategien und Taktiken, ähnlich wie später die Panzer und Militärflugzeuge es taten. Um die für den Krieg wichtigen Tiere zu schützen, wurden Rüstungen für Pferde erfunden. Speziell ausgebildete Infanteristen griffen mit Speeren gezielt Pferde an. Bis zur Verbreitung der Handfeuerwaffen kämpften die Reiter meist neben dem Schwert mit Pfeil und Bogen. Es gab Schlachtrösser und Armeepferde. Die Kreuzzüge waren Kriege mit einem massiven Einsatz von organisierten Reiterverbänden – der Kavallerie.
Rinder kamen als Transporttiere zum Einsatz, waren aber wegen ihrer geringeren Wendigkeit im Kriegseinsatz von untergeordneter Bedeutung. In schwer zugänglichen Gebirgsregionen waren die Maultiere in beiden Weltkriegen militärisch wichtig. Eine große Rolle im indischen und nordafrikanischen Raum spielten dagegen Kriegselefanten.
In den Wüsten Nordafrikas und auf der arabischen Halbinsel kamen Kamele zum Einsatz. Für Pferde gab es mobile Veterinärkliniken; man entwickelte gegen den Einsatz von Giftgas Gasmasken für die Tiere.
Im Vorfeld des Ersten Weltkrieges stieg der Bedarf an Pferden im Rahmen der Aufrüstung so stark, dass in ganz Europa ein reger Handel mit Tausenden von Tieren stattfand. Pferde waren Teil der Aufrüstung. Die Zeitschrift Die Woche schrieb in der Ausgabe vom Juni 1913:
Um unsere berittenen Truppen, den heutigen Zeitverhältnissen entsprechend, verstärken zu können, muß auch der Pferdebestand des deutschen Heeres vermehrt werden. Soll dies mit Erfolg geschehen, so müßten in Summa 27.000 Pferde beschafft werden, doch will die Heeresverwaltung zunächst nur 17.000 Pferde neu einstellen, von denen 8000 als Reitpferde, 9000 als Zugpferde zu verwenden sind. Durch die weitere Hebung der Landespferdzucht ist vieles zum Glück anders geworden, wenn auch zugegeben werden muß, daß bei dem enormen Pferdverbrauch im Fall eines Krieges der „Nachschub“ sich einigermaßen schwierig gestalten dürfte, weshalb Autoritäten auf diesem Gebiet schon vor Jahren die Bildung einer Kriegsreserve von Militärpferden in Vorschlag brachten.
1917 hatte Großbritannien über eine Million Pferde im Kriegseinsatz. An manchen Tagen kamen 1000 Pferde als Ersatz für verletzte oder getötete Tiere über den Kanal nach Frankreich. Zu Beginn des Zweiten Weltkriegs 1939 hatte in Europa nur noch Polen signifikante berittene Truppen.

### Hunde
In den Armeen der Antike und des frühen Mittelalters spielten große Hunde eine Rolle. Sie sollten den Gegner in Angst versetzen. Im Hochmittelalter setzte man Hunde als „Melder“, also für Botengänge ein. Beim zweiten Italienzug Heinrichs V. 1118 soll ein Hund Briefe der belagerten Truppen zu ihren päpstlichen Verbündeten gebracht haben. 1885 begann das preußische Militär mit dem Training von Hunden für Patrouillengänge. Im Ersten Weltkrieg bediente man sich der Polizeihunde und sprach – in der Regel erfolgreich – Hundezüchtervereine an. Zum Einsatz kamen auch Panzerabwehrhunde. In den Nachbarländern gab es kaum Hunde im Kriegseinsatz. Die Belgier nutzten Hunde als Zugtiere für kleinere Lasten.
Siehe dazu auch Einsatz von Hunden im Militär
Wegen der emotionalen Bindung der Hunde an ihren Trainer musste letzterer meist mit in die Schlacht ziehen. Die Tiere verloren wegen des ungewohnten Gefechtslärms häufig die Orientierung. Hunde wurden insbesondere beim Stellungskrieg immer wichtiger, weil sie menschlichen Meldern die Arbeit abnehmen konnten. In einigen Fällen ließ man Hunde Fernsprechleitungen verlegen. Der Erste Weltkrieg verschliss über eine Million Pferde und einige tausend Hunde. Meldehunde dienten auch dem Transport von Kriegstauben an einen Ort, von dem sie zurückflogen.

### Tauben
Bestimmte Taubenarten besitzen, wie viele Zugvögel, einen präzisen Orientierungssinn. Hunderte Kilometer vom Ausgangsort abgesetzt, finden die meisten den Weg nach Hause zurück. Diese Eigenschaft nutzten bereits Kriegsherren in der Antike. So kommunizierte im Jahr 44 v. Chr. der Caesar-Mörder Brutus im Mutinensischen Krieg aus der Belagerung heraus mittels Brieftauben mit der Außenwelt. Als 1871 im Deutsch-Französischen Krieg Paris belagert war, schickten die eingeschlossenen Truppen mittels Ballons 500 Tauben los; 100 kamen mit in kleinen Rollen auf leichtem Papier geschriebenen Nachrichten zurück.
Im Ersten Weltkrieg setzten allein die deutschen Militärs über 20.000 „Kriegstauben“ ein, Frankreich und Großbritannien deutlich mehr. Die nicht-militärische Nutzung der Vögel stand unter Strafe. Die Tauben waren fast synonym mit Spionage. Zwar spielten in dem Krieg telegrafische Leitungen eine zunehmend wichtigere Rolle, jedoch rissen die Leitungen oft, waren empfindlich gegen Feuchtigkeit usw. Bei der Schlacht um Verdun, einer der langwierigsten und blutigsten Stellungsschlachten, waren allein sieben mobile Taubenschläge aktiv. Eroberte ein Kriegsteilnehmer Stellungen des Gegners, verbrannte er die Taubenställe. Für die Kriegstauben fertigte man Gasschutzbehälter an. Die eigentlichen Meldehülsen bestanden aus dem leichten Metall Aluminium und waren an Beinen oder Brustkorb befestigt. Die darin enthaltenen Texte waren häufig verschlüsselt und hießen „Taubensprüche“.
Einige Tauben, wie Cher Ami und G.I. Joe, wurden wegen ihrer besonderen Leistungen im Ersten Weltkrieg mit militärischen Ehrungen ausgezeichnet.
Durch den zunehmenden Funkverkehr und moderne Kommunikationstechnologien verschwanden die Tauben weitgehend von den Schlachtfeldern des Zweiten Weltkriegs. In Einzelfällen, wie etwa bei der Schlacht um Monte Cassino 1944, spielten Tauben als Überbringer von Nachrichten im Szenario eines gestörten Funkbetriebs noch eine Rolle. Die Schweizer Armee schaffte 1995 ihre „selbstreproduzierenden Kleinflugkörper“ ab.

## Militärischer Einsatz von Tieren in der Gegenwart

### Meeressäuger
Für das Aufspüren von Minen, dem Platzieren von Sprengkörpern an U-Booten und zum Aufspüren und Abwehr von Kampfschwimmern kamen und kommen trainierte Delfine und Seelöwen zum Einsatz – so bei der US Navy, aber auch die Russische Marine setzte Biologische Kampfsysteme ein. Diese Art des Einsatzes von Tieren gilt ethisch als hochumstritten.

### Pferde und Maultiere
Heute gibt es keine Kavallerie mehr im klassischen Sinn. Diese wurde durch motorisierte Truppen ersetzt. Dennoch haben manche Armeen weiterhin Pferde und Maultiere als Tragtiere im Gebirge in ihren Bestände, seltener als Reittiere für die Aufklärung in schwierigem, dicht bewaldetem und stark durchschnittenem Geländen, etwa in Form des Trains zum Transport von Material in unwegsamem Gelände oder als Reittier zum Grenzschutz.

### Diensthunde
Heute werden, insbesondere bei der Infanterie, Spezialkräften, Pionieren und Feldjägern, wieder vermehrt Diensthunde als Schutzhund, zur Suche von Menschen sowie Sprengstoffen, Munition und Minen eingesetzt. Bei der Polizei und dem Zoll kommen Hunde z. B. als Drogen- und Geldspürhunde zum Einsatz.

### Riesenhamsterratten
Afrikanische Riesenhamsterratten werden auf das Aufspüren von Landminen ausgebildet.

## Tiernamen und Kriegswaffen
Da bestimmte Fähigkeiten und Charakterstärken von Tieren stets Vorbild und eine große Hilfe bei militärischer Forschung, Logistik, Sicherheit und dem Kampf waren und sind, tragen viele in der Neuzeit hergestellte Waffensysteme Tiernamen. Beispiele sind der französische Hubschrauber Alouette II (dt.: Lerche), der britische Kampfflieger Hawk (Greifvogel), die Panzer Tiger, Puma, Leopard oder der VW Iltis, aber auch die Drohn (Drohne) findet Verwendung. Auch sind Akronyme im Einsatz, die mit Tieren in Verbindung gebracht werden. Hier können die United States Navy SEALs (Seehunde) genannt werden.